# Trisetum filifolium
Trisetum filifolium är en enhjärtbladiga växtart som beskrevs av Scribn. och William James Beal. Trisetum filifolium ingår i släktet glanshavren, och familjen gräs. Inga underarter finns listade i Catalogue of Life.